# Actinidia
Actinidia es un género de plantas de árboles nativos del este templado de Asia (China, Corea y Japón), extendiéndose al sur de Siberia oriental y en el sur a Indochina.

## Descripción
El género incluye arbustos con 6 metros de altura y vides vigorosas de hasta 30 metros.
Las hojas son alternas, simples con margen dentado y peciolo largo. Las flores son solitarias o en corimbos axilares, generalmente de color blanco, con cinco pétalos pequeños. La fruta es una baya grande con numerosas semillas pequeñas. En la mayoría la fruta es comestible. 
Comprende 121 especies descritas y de estas, solo 75 aceptadas.

## Taxonomía
El género fue descrito por John Lindley y publicado en A Natural System of Botany 439. 1836. La especie tipo es: Actinidia callosa

## Especies
| - Actinidia arguta (kokuwa, tara vine) - Actinidia arisanensis - Actinidia callosa - Actinidia carnosifolia - Actinidia chengkouensis - Actinidia chinensis - Actinidia chrysantha - Actinidia cinerascens - Actinidia cordifolia - Actinidia coriacea - Actinidia cylindrica - Actinidia deliciosa (kiwi) - Actinidia eriantha - Actinidia farinosa - Actinidia fasciculoides - Actinidia fortunatii - Actinidia fulvicoma - Actinidia glauco-callosa - Actinidia glaucophylla - Actinidia globosa - Actinidia gracilis - Actinidia grandiflora - Actinidia hemsleyana - Actinidia henryi - Actinidia holotricha - Actinidia indochinensis - Actinidia kolomikta (kolomikta) - Actinidia laevissima | - Actinidia lanceolata - Actinidia latifolia - Actinidia leptophylla - Actinidia liangguangensis - Actinidia macrosperma - Actinidia maloides - Actinidia melanandra - Actinidia melliana - Actinidia obovata - Actinidia pilosula - Actinidia polygama (Silver Vine) - Actinidia purpurea - Actinidia rubricaulis - Actinidia rubus - Actinidia rudis - Actinidia rufotricha - Actinidia sabiaefolia - Actinidia sorbifolia - Actinidia stellato-pilosa - Actinidia styracifolia - Actinidia suberifolia - Actinidia tetramera - Actinidia trichogyna - Actinidia ulmifolia - Actinidia umbelloides - Actinidia valvata - Actinidia vitifolia - Actinidia venosa |

### Usos
Entre la fruta comestible se encuentra el kiwi. Varias especies se cultivan como planta ornamental.